# День памяти погибших и пропавших без вести на войне (Иран)
День памяти погибших и пропавших без вести на войне (перс. روز تجلیل از اسرا و مفقودین) — иранская памятная дата, отмечающаяся ежегодно 11 мухаррама по календарю лунной хиджры. В связи с особенностями лунной хиджры, данную дату невозможно перевести в григорианское летоисчисление. В 2016 году День памяти погибших и пропавших без вести пришёлся на 12 октября, в 2017 — на 1 октября .

## История
День памяти погибших и пропавших без вести отмечается 11 мухаррама — в день годовщины трагической смерти Хусейна ибн Али, внука пророка Мухаммеда, в битве при Кербеле. Подвиг имама Хусейна на протяжении многих лет поражает людей своей исключительной самопожертвенностью и отвагой. В шиитской культуре имам Хусейн представляет собой образ идеального мусульманина и шахида (перс. شهید — мученик), отдавшего жизнь за свою веру.
Битва при Кербеле и беспрецедентный подвиг имама Хусейна сыграли центральную роль в формировании шиизма как отдельного течения ислама, сделав шиитов отдельным обществом с собственными ритуалами и ценностями. Страдания и смерть Хусейна стали его жертвой в борьбе за право на правду, справедливость и веру.

## Погибшие и пропавшие без вести
Ирано-иракская война — самый трагичный и тяжелый военный конфликт в современной истории Ирана. Различные источники дают очень расходящиеся данные о количестве потерь Ирана во время этой войны. Потери иранской стороны составили от 120 тыс. до 1 млн погибших (из них минимум 11 тыс. — мирное население), более 60 тыс. пропали без вести, около 40 тыс. были взяты в плен. Множество иранских городов и деревень, расположенных на приграничных с Ираком территориях, было полностью уничтожено или серьёзно пострадало.
Во время войны Ирак многократно прибегал к использованию химического оружия. Согласно данным ЦРУ, более 50 тыс. человек пострадали от краткосрочных, и более 100 тыс. от долгосрочных последствий использования химического оружия. Однако доклад ЦРУ не учитывает количество пострадавших мирных жителей, а также экономический урон, нанесенный силами Саддама Хусейна.

## Память
Эта война оставила неизгладимый след в памяти иранского народа. В Иране принято говорить, что погибшие иранские солдаты стали шахидами, т.е. мучениками. Во многих крупных и маленьких городах Ирана можно увидеть их портреты на стенах домов, в их честь называют улицы, компании, школы, университеты, автострады, бульвары, корабли и т.д. В их честь строят памятники и открывают музеи.
В центре Тегерана расположен Музей Священной обороны (перс. موزه انقلاب اسلامی و دفاع مقدس), экспозиция которого посвящена ирано-иракской войне. В одном из залов расположена инсталляция, представляющая собой копии армейских жетонов погибших, подвешенных на потолке. Там находится огромное количество восковых фигур видных военнослужащих, личных вещей шахидов и т.д.
Правительство Ирана выплачивает компенсацию родственникам погибших шахидов, раненым во время войны и бывшим военнопленным, им предоставляется множество льгот, — например, младшие братья шахида освобождаются от обязательной воинской повинности. О подвиге военнослужащих рассказывают в школах, университетах, снимаются фильмы и видеопрограммы.